# Voivodato di Skierniewice

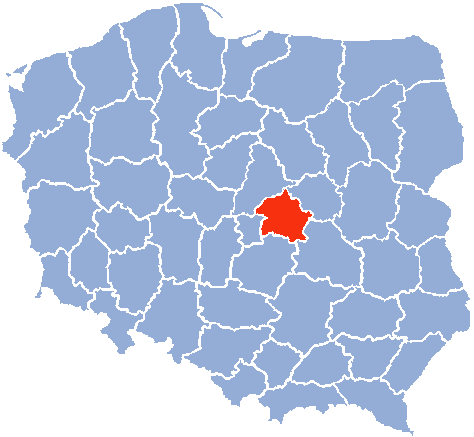
Voivodato di Skierniewice

Il voivodato di Skierniewice (in polacco: województwo skierniewickie) fu un'unità di divisione amministrativa e governo locale della Polonia esistita tra gli anni 1975 e 1998. È stato sostituito nel 1999 dai voivodati di Łódź e di Masovia.
La sua capitale era Skierniewice.

## Principali città (popolazione nel 1995)
- Skierniewice (47.900)
- Żyrardów (43.500)
- Sochaczew (39.700)
- Łowicz (31.500)